# 颶光典籍系列
《颶光典籍》系列（英語：The Stormlight Archive）是美國作家布蘭登·山德森所著的史詩奇幻小說系列。該系列計畫出十部小說，首部《王者之路》於2010年8月31日出版。第二部《燦軍箴言》，於2014年3月4日出版。第三部《引誓之劍》，於2017年11月14日出版。第四部《戰爭節奏》，於2020年11月17日出版。

## 出版歷史
2010年6月至8月，Tor Books在其官方網站上發布了《王者之路》的樣本章節，以及山德森的介紹。在發布的第一周，《王者之路》在紐約時報暢銷書排行榜中排名第七。在接下來的幾周裡，這本書排在第11位， 第20位，和第25位。
2010年10月，布蘭登·山德森透露，他的暫定計劃是在2012年發行第二本書，大約在第一本書發行兩年後，寫了時光之輪的《光明回憶》後約一年後出第三本書。然而，在完成《光明回憶》的初稿之後，山德森透露，這本書將在第一本書出版近四年後推遲到2014年發布。第二本書最初的標題是《戰爭藩王》（指的是達利納藩王），但是山德森決定將第二本書集中在紗藍上，暫時將其命名為《無盡之書》，並最終以《燦軍箴言》為書名，而達利納藩王作為第三部小說的主角， 以《引誓之劍》為書名。
山德森在2019年編寫第4冊，並於2020年11月17號出版（原文）。第四本最終命名為《戰爭節奏》。
布蘭登·山德森計畫利用2022的大部分時間撰寫第五部（第一部分的最終部）。

## 書籍
| # | 書名                          | 精裝版 頁數  | 平裝版 頁數               | 章節數 | 字數            | 有聲書        | 出版 日期                          | 備註                                               |
| - | ----------------------------- | ------------ | ------------------------- | ------ | --------------- | ------------- | ---------------------------------- | -------------------------------------------------- |
| 1 | 王者之路（The Way of Kings）  | 1001頁（美） | 1258頁（美）/1408頁（台） | 75章   | 383,389字（美） | 45h 34m（美） | 2010/08/31（美） /2013/03/07（台） | 聚焦在卡拉丁 （他的過去敘述）                      |
| 2 | 燦軍箴言（Words of Radiance） | 1087頁（美） | 1328頁（美）/1504頁（台） | 89章   | 399,431字（美） | 48h 14m（美） | 2014/03/04（美） /2016/06/05（台） | 聚焦在紗藍 （她的過去敘述）                        |
| 3 | 引誓之劍（Oathbringer）       | 1248頁（美） | 1243頁（美）/1648頁（台） | 122章  | 450,000字（美） | 55h 02m       | 2017/11/14（美） /2019/01/30（台） | 聚焦在達利納 （他的過去敘述）                      |
| 4 | 戰爭節奏（Rhythm of War）     |              | 1232頁（美）/1597頁（台） | 75章   | 455,891字（美） | 57h 26m（美） | 2020/11/17（美） /2022/01/27（台） | 聚焦在伊尚尼 （她的過去敘述） 和凡莉（聚焦在現在） |
| 5 |                               |              |                           |        |                 |               |                                    | 聚焦在賽司                                         |

颶光典籍中篇緣舞師（Edgedancer）主角是利芙特, 其角色故事設定在《燦軍箴言》和《引誓之劍》間，原本在2016/11/22出版的寰宇選集Arcanum Unbounded: The Cosmere Collection，中文版書名《無垠秘典》於2021/01/26出版。 緣舞師的單行本在2017/10/17于美國出版。

## 獎項與提名
| 年   | 小說                          | 獎項                       | 分類                | 結果 | 註     |
| ---- | ----------------------------- | -------------------------- | ------------------- | ---- | ------ |
| 2010 | 王者之路（The Way of Kings）  | Whitney Awards             | 年度最佳小說        | 獲獎 | [ 25 ] |
| 2010 | 王者之路（The Way of Kings）  | Whitney Awards             | 最佳推想小說        | 獲獎 | [ 25 ] |
| 2010 | 王者之路（The Way of Kings）  | Goodreads Choice Awards    | 最佳奇幻小說        | 提名 | [ 26 ] |
| 2011 | 王者之路（The Way of Kings）  | David Gemmell Legend Award | 最佳小說            | 獲獎 | [ 27 ] |
| 2014 | 燦軍箴言（Words of Radiance） | Whitney Awards             | 最佳推想小說        | 獲獎 | [ 28 ] |
| 2014 | 燦軍箴言（Words of Radiance） | Goodreads Choice Awards    | 最佳奇幻小說        | 提名 | [ 29 ] |
| 2015 | 燦軍箴言（Words of Radiance） | Audie Award                | 最佳奇幻 （有聲書） | 獲獎 | [ 30 ] |
| 2015 | 燦軍箴言（Words of Radiance） | David Gemmell Legend Award | 最佳小說            | 獲獎 | [ 31 ] |

## 翻拍改編

### 有聲書
一個完整版本的王者之路（The Way of Kings） 有聲書在2010/08由Macmillan Audio發布，其由配音組Kate Reading和Michael Kramer配音。 完整版本的燦軍箴言（Words of Radiance） 有聲書在2014/03由Macmillan Audio發布，也是由配音組Kate Reading和Michael Kramer配音。完整版本的引誓之劍（Oathbringer） 有聲書在2017/11由Macmillan Audio發布，也是由配音組Kate Reading和Michael Kramer配音。 简单点说，王者之路的所有有声书都由Kate Reading和Michael Kramer配音。
一個分成五部分的GraphicAudio版本的王者之路（The Way of Kings）從2016/03-07开始發布。 一個分成五部分的GraphicAudio版本的燦軍箴言（Words of Radiance）從2016/09-2017/01开始發布。 

### 翻拍
2016/10，媒体公司DMG Entertainment获得山德森整个寰宇系列的版权，并在快速进展《王者之路》的改编手稿。  Patrick Melton和Marcus Dunstan作為編劇。DMG創立者Dan Mintz會出翻拍，山德森和Joshua Bilmes當製片人。DMG也要翻拍迷霧之子第一集。 

### 遊戲
一個VR遊戲，"The Way of Kings: Escape the Shattered Plains"，由Arcturus VR製作。在2018年3月2日發布。